# Union Center, Wisconsin
Union Center là một làng thuộc quận Juneau, tiểu bang Wisconsin, Hoa Kỳ. Năm 2006, dân số của làng này là 214 người.